# Jahres-Bericht über die Fortschritte der Chemischen Technologie
Jahres-Bericht über die Fortschritte der Chemischen Technologie für Fabrikanten, Chemiker, Pharmaceuten, Hütten- und Forstleute und Cameralisten – niemieckie czasopismo naukowe poświęcone zagadnieniom związanym z chemią, farmacją i hutnictwem. Wydawane w Lipsku przez Verlag von Otto Wigand w latach 1855–1859. Kontynuacją tego pisma w latach 1859–1912 było Jahres-Bericht über die Fortschritte und Leistungen der Chemischen Technologie und Technischen Chemie.